# My Queen Karo
My Queen Karo é um filme belga de 2009. É o segundo filme dirigido por Dorothée Van Den Berghe, que também escreveu o roteiro que é em parte autobiográfico, a diretora e roteirista viveu parte de sua infância na Holanda, em uma comunidade hippie onde seus pais viviam em Amsterdã.

## Sinopse
Karo é uma garota de 10 anos de idade que vive com seus pais em uma comunidade hippie na década de 70 em Amsterdã. Filha única, ela vive uma vida cheia de liberdade, livre do cuidado dos pais, nesta “utopia para adultos”. A ordem é que tudo deve ser compartilhado, mas nem todos são capazes de honrar esses ideais, levando assim Karo a ficar presa num fogo cruzado de sentimentos que passam a dividir o grupo. Karo lentamentamente percebe que nada pode permanecer igual para sempre.

## Elenco
- Anna Franziska Jaeger ... Karo
- Matthias Schoenaerts ... Raven
- Déborah François ... Dalia
- Rifka Lodeizen ... Jacky
- Maria Kraakman ... Alice
- Hadewych Minis ... Rosa
- Nico Sturm ... Barré
- Ward Weemhoff ... Joop
- Christelle Cornil ... Anne Clare
- Bastiaan Rook ... Kraker